# 科隆塔尔
科隆塔尔，是匈牙利维斯普雷姆州所辖的一个村，总面积21.72平方公里，总人口769，人口密度35.4人/平方公里（2010年1月1日）。